# Gewone rondbladneus
De gewone rondbladneus (Hipposideros caffer)  is een zoogdier uit de familie van de bladneusvleermuizen van de Oude Wereld (Hipposideridae). De wetenschappelijke naam van de soort werd voor het eerst geldig gepubliceerd door Sundevall in 1846.